# Juan Portilla
Juan Camilo Portilla Orozco (Cali, 12 settembre 1998) è un calciatore colombiano, centrocampista del Talleres (C).

## Carriera

### Club
Ha iniziato la sua carriera in Colombia con la maglia dell'Universitario Popayán dove ha disputato due stagioni in Categoría Primera B. Nell'aprile del 2018 si è trasferito negli Stati Uniti al Jacksonville Armada, dove ha messo insieme 9 presenze in North American Soccer League e due in Lamar Hunt U.S. Open Cup nell'arco di tre mesi. Nel luglio dello stesso anno ha firmato con i cileni del Dep. Melipilla in seconda divisione.
Ad inizio 2019 ha firmato con l'Alianza Petrolera ed il 31 marzo ha debuttato in Categoría Primera A nell'incontro pareggiato 1-1 contro l'Unión Magdalena. Dopo una stagione da protagonista in cui è stato impiegato in 44 incontri, nel gennaio del 2022 è stato acquistato dall'América de Cali.
Con il club biancorosso ha giocato due stagioni da titolare come mediano davanti alla difesa, mettendo insieme 82 incontri fra campionato, Copa Colombia e Coppa Sudamericana. Il 5 gennaio 2024 è stato acquistato dagli argentini del Talleres (C).

### Nazionale
Il 13 marzo 2024 ha ricevuto la prima convocazione da parte della nazionale colombiana per disputare due incontri amichevoli contro Spagna e Romania. Debutta con la massima selezione colombiana il 10 settembre seguente nel successo per 2-1 contro l'Argentina.

## Statistiche

### Presenze e reti nei club
Statistiche aggiornate al 16 marzo 2025.
| Stagione                     | Squadra                      | Campionato                   | Campionato | Campionato | Coppe nazionali | Coppe nazionali | Coppe nazionali | Coppe continentali | Coppe continentali | Coppe continentali | Altre coppe | Altre coppe | Altre coppe | Totale | Totale | Totale |
| Stagione                     | Squadra                      | Comp                         | Pres       | Reti       | Comp            | Pres            | Reti            | Comp               | Pres               | Reti               | Comp        | Pres        | Reti        | Pres   | Reti   |        |
| ---------------------------- | ---------------------------- | ---------------------------- | ---------- | ---------- | --------------- | --------------- | --------------- | ------------------ | ------------------ | ------------------ | ----------- | ----------- | ----------- | ------ | ------ | ------ |
| 2016                         | Universitario Popayán        | B                            | 8          | 0          | CC              | 3               | 0               | -                  | -                  | -                  | -           | -           | -           | 11     | 0      |        |
| 2017                         | Universitario Popayán        | B                            | 24         | 0          | CC              | 3               | 1               | -                  | -                  | -                  | -           | -           | -           | 27     | 1      |        |
| Totale Universitario Popayán | Totale Universitario Popayán | Totale Universitario Popayán | 32         | 0          |                 | 6               | 1               |                    | -                  | -                  |             | -           | -           | 38     | 1      |        |
| 2018                         | Jacksonville Armada          | NPSL                         | 9          | 0          | USOC            | 2               | 0               | -                  | -                  | -                  | -           | -           | -           | 11     | 0      |        |
| 2018                         | Dep. Melipilla               | 1B                           | 4          | 0          | CC              | 0               | 0               | -                  | -                  | -                  | -           | -           | -           | 4      | 0      |        |
| 2019                         | Alianza Petrolera            | A                            | 2          | 0          | CC              | 4               | 0               | -                  | -                  | -                  | -           | -           | -           | 6      | 0      |        |
| 2020                         | Alianza Petrolera            | A                            | 10         | 0          | CC              | 4               | 0               | -                  | -                  | -                  | -           | -           | -           | 14     | 0      |        |
| 2021                         | Alianza Petrolera            | A                            | 43         | 1          | CC              | 1               | 0               | -                  | -                  | -                  | -           | -           | -           | 44     | 1      |        |
| Totale Alianza Petrolera     | Totale Alianza Petrolera     | Totale Alianza Petrolera     | 55         | 1          |                 | 9               | 0               |                    | -                  | -                  |             | -           | -           | 64     | 1      |        |
| 2022                         | América de Cali              | A                            | 38         | 0          | CC              | 1               | 0               | CS                 | 2                  | 0                  | -           | -           | -           | 41     | 0      |        |
| 2023                         | América de Cali              | A                            | 39         | 1          | CC              | 2               | 0               | -                  | -                  | -                  | -           | -           | -           | 41     | 1      |        |
| Totale América de Cali       | Totale América de Cali       | Totale América de Cali       | 77         | 1          |                 | 3               | 0               |                    | 2                  | 0                  |             | -           | -           | 82     | 1      |        |
| 2024                         | Talleres (C)                 | PD                           | 25         | 0          | CA+CdL          | 2+13            | 0+1             | CL                 | 7                  | 0                  | -           | -           | -           | 47     | 1      |        |
| 2025                         | Talleres (C)                 | PD                           | 8          | 0          | CA              | 0               | 0               | CL                 | 0                  | 0                  | SI          | 1           | 0           | 9      | 0      |        |
| Totale Talleres (C)          | Totale Talleres (C)          | Totale Talleres (C)          | 33         | 0          |                 | 15              | 1               |                    | 7                  | 0                  |             | 1           | 0           | 56     | 1      |        |
| Totale carriera              | Totale carriera              | Totale carriera              | 210        | 2          |                 | 35              | 2               |                    | 9                  | 0                  |             | 1           | 0           | 256    | 4      |        |

### Cronologia presenze e reti in nazionale
| Cronologia completa delle presenze e delle reti in nazionale ― Colombia | Cronologia completa delle presenze e delle reti in nazionale ― Colombia | Cronologia completa delle presenze e delle reti in nazionale ― Colombia | Cronologia completa delle presenze e delle reti in nazionale ― Colombia | Cronologia completa delle presenze e delle reti in nazionale ― Colombia | Cronologia completa delle presenze e delle reti in nazionale ― Colombia | Cronologia completa delle presenze e delle reti in nazionale ― Colombia | Cronologia completa delle presenze e delle reti in nazionale ― Colombia |
| Data                                                                    | Città                                                                   | In casa                                                                 | Risultato                                                               | Ospiti                                                                  | Competizione                                                            | Reti                                                                    | Note                                                                    |
| ----------------------------------------------------------------------- | ----------------------------------------------------------------------- | ----------------------------------------------------------------------- | ----------------------------------------------------------------------- | ----------------------------------------------------------------------- | ----------------------------------------------------------------------- | ----------------------------------------------------------------------- | ----------------------------------------------------------------------- |
| 10-9-2024                                                               | Barranquilla                                                            | Colombia                                                                | 2 – 1                                                                   | Argentina                                                               | Qual. Mondiali 2026                                                     | -                                                                       | 90+3’                                                                   |
| 15-11-2024                                                              | Montevideo                                                              | Uruguay                                                                 | 3 – 2                                                                   | Colombia                                                                | Qual. Mondiali 2026                                                     | -                                                                       | 90+5’                                                                   |
| 19-11-2024                                                              | Barranquilla                                                            | Colombia                                                                | 0 – 1                                                                   | Ecuador                                                                 | Qual. Mondiali 2026                                                     | -                                                                       | 60’                                                                     |
| Totale                                                                  |                                                                         | Presenze                                                                | 3                                                                       |                                                                         | Reti                                                                    | 0                                                                       |                                                                         |

## Palmarès

### Club

#### Competizioni nazionali
- Supercopa Internacional: 1

Talleres: 2023